# Cyklistika na Letních olympijských hrách 2024
Cyklistické soutěže na Letních olympijských hrách 2024 v Paříži probíhaly od 27. července do 11. srpna 2024.

## Silniční cyklistika

### Muži
| Kategorie                      | Zlato                          | Stříbro                          | Bronz                              |
| ------------------------------ | ------------------------------ | -------------------------------- | ---------------------------------- |
| Muži závod s hromadným startem | Remco Evenepoel · Belgie (BEL) | Valentin Madouas · Francie (FRA) | Christophe Laporte · Francie (FRA) |
| Muži časovka                   | Remco Evenepoel · Belgie (BEL) | Filippo Ganna · Itálie (ITA)     | Wout van Aert · Belgie (BEL)       |

### Ženy
| Kategorie                      | Zlato                                              | Stříbro                                  | Bronz                                          |
| ------------------------------ | -------------------------------------------------- | ---------------------------------------- | ---------------------------------------------- |
| Ženy závod s hromadným startem | Kristen Faulknerová · Spojené státy americké (USA) | Marianne Vosová · Nizozemsko (NED)       | Lotte Kopecky · Belgie (BEL)                   |
| Ženy časovka                   | Grace Brownová · Austrálie (AUS)                   | Anna Hendersonová · Velká Británie (GBR) | Chloé Dygertová · Spojené státy americké (USA) |

## Dráhová cyklistika

### Muži
| Kategorie              | Zlato                                                                           | Stříbro                                                                                             | Bronz                                                                             |
| ---------------------- | ------------------------------------------------------------------------------- | --------------------------------------------------------------------------------------------------- | --------------------------------------------------------------------------------- |
| Sprint (jednotlivci)   | Harrie Lavreysen · Nizozemsko (NED)                                             | Matthew Richardson · Austrálie (AUS)                                                                | Jack Carlin · Velká Británie (GBR)                                                |
| Sprint (družstvo)      | Nizozemsko (NED) · Roy van den Berg · Harrie Lavreysen · Jeffrey Hoogland       | Velká Británie (GBR) · Ed Lowe · Hamish Turnbull · Jack Carlin                                      | Austrálie (AUS) · Leigh Hoffman · Matthew Richardson · Matthew Glaetzer           |
| Keirin                 | Harrie Lavreysen · Nizozemsko (NED)                                             | Matthew Richardson · Austrálie (AUS)                                                                | Matthew Glaetzer · Austrálie (AUS)                                                |
| Stíhací závod družstev | Austrálie (AUS) · Oliver Bleddyn · Sam Welsford · Conor Leahy · Kelland O'Brien | Velká Británie (GBR) · Ethan Hayter · Daniel Bigham · Charlie Tanfield · Ethan Vernon · Oliver Wood | Itálie (ITA) · Simone Consonni · Filippo Ganna · Francesco Lamon · Jonathan Milan |
| Madison                | Portugalsko (POR) · Iúri Leitão · Rui Oliveira                                  | Itálie (ITA) · Simone Consonni · Elia Viviani                                                       | Dánsko (DEN) · Niklas Larsen · Michael Mørkøv                                     |
| Omnium                 | Benjamin Thomas · Francie (FRA)                                                 | Iúri Leitão · Portugalsko (POR)                                                                     | Fabio Van den Bossche · Belgie (BEL)                                              |

### Ženy
| Kategorie              | Zlato | Stříbro                                                                                         | Bronz                                                                                           |
| ---------------------- | --- | ----------------------------------------------------------------------------------------------- | ----------------------------------------------------------------------------------------------- |
| Sprint (jednotlivkyně) | Ellesse Andrewsová · Nový Zéland (NZL)                                                                        | Lea Sophie Friedrichová · Německo (GER)                                                         | Emma Finucaneová · Velká Británie (GBR)                                                         |
| Sprint (družstvo)      | Velká Británie (GBR) · Katy Marchantová · Sophie Capewellová · Emma Finucaneová                               | Nový Zéland (NZL) · Rebecca Petchová · Shaane Fultonová · Ellesse Andrewsová                    | Německo (GER) · Pauline Graboschová · Emma Hinzeová · Lea Friedrichová                          |
| Keirin                 | Ellesse Andrewsová · Nový Zéland (NZL)                                                                        | Hetty van de Wouwová · Nizozemsko (NED)                                                         | Emma Finucaneová · Velká Británie (GBR)                                                         |
| Stíhací závod družstev | Spojené státy americké (USA) · Jennifer Valenteová · Lily Williamsová · Chloé Dygertová · Kristen Faulknerová | Nový Zéland (NZL) · Ally Wollastonová · Bryony Bothaová · Emily Shearmanová · Nicole Shieldsová | Velká Británie (GBR) · Elinor Barkerová · Josie Knightová · Anna Morrisová · Jessica Robertsová |
| Madison                | Itálie (ITA) · Chiara Consonniová · Vittoria Guazziniová                                                      | Velká Británie (GBR) · Elinor Barkerová · Neah Evansová                                         | Nizozemsko (NED) · Maike van der Duinová · Lisa van Belleová                                    |
| Omnium                 | Jennifer Valenteová · Spojené státy americké (USA)                                                            | Daria Pikuliková · Polsko (POL)                                                                 | Ally Wollastonová · Nový Zéland (NZL)                                                           |

## Horská kola
| Kategorie          | Zlato                                     | Stříbro                                        | Bronz                                       |
| ------------------ | ----------------------------------------- | ---------------------------------------------- | ------------------------------------------- |
| Muži cross-country | Tom Pidcock · Velká Británie (GBR)        | Victor Koretzky · Francie (FRA)                | Alan Hatherly · Jihoafrická republika (RSA) |
| Ženy cross-country | Pauline Ferrand-Prévotová · Francie (FRA) | Haley Battenová · Spojené státy americké (USA) | Jenny Rissvedsová · Švédsko (SWE)           |

## BMX
| Kategorie         | Zlato                                | Stříbro                                          | Bronz                              |
| ----------------- | ------------------------------------ | ------------------------------------------------ | ---------------------------------- |
| Muži              | Joris Daudet · Francie (FRA)         | Sylvain André · Francie (FRA)                    | Romain Mahieu · Francie (FRA)      |
| Muži – volný styl | José Torres Gil · Argentina (ARG)    | Kieran Reilly · Velká Británie (GBR)             | Anthony Jeanjean · Francie (FRA)   |
| Ženy              | Saya Sakakibaraová · Austrálie (AUS) | Manon Veenstraová · Nizozemsko (NED)             | Zoé Claessensová · Švýcarsko (SUI) |
| Ženy – volný styl | Teng Ja-wen · Čína (CHN)             | Perris Benegasová · Spojené státy americké (USA) | Natalya Diehmová · Austrálie (AUS) |

## Přehled medailí
| Pořadí | Země                   | Zlato | Stříbro | Bronz | Celkově |
| ------ | ---------------------- | ----- | ------- | ----- | ------- |
| 1.     | Francie                | 3     | 3       | 3     | 9       |
| 2.     | Nizozemsko             | 3     | 3       | 1     | 7       |
| 3.     | Austrálie              | 3     | 2       | 3     | 8       |
| 4.     | Spojené státy americké | 3     | 2       | 1     | 6       |
| 5.     | Velká Británie         | 2     | 5       | 4     | 11      |
| 6.     | Nový Zéland            | 2     | 2       | 1     | 5       |
| 7.     | Belgie                 | 2     | 0       | 3     | 5       |
| 8.     | Itálie                 | 1     | 2       | 1     | 4       |
| 9.     | Portugalsko            | 1     | 1       | 0     | 2       |
| 10.    | Argentina              | 1     | 0       | 0     | 1       |
| 10.    | Čína                   | 1     | 0       | 0     | 1       |
| 12.    | Německo                | 0     | 1       | 1     | 2       |
| 13.    | Polsko                 | 0     | 1       | 0     | 1       |
| 14.    | Dánsko                 | 0     | 0       | 1     | 1       |
| 14.    | Jihoafrická republika  | 0     | 0       | 1     | 1       |
| 14.    | Švédsko                | 0     | 0       | 1     | 1       |
| 14.    | Švýcarsko              | 0     | 0       | 1     | 1       |
| celkem | celkem                 | 22    | 22      | 22    | 66      |